# Perrong

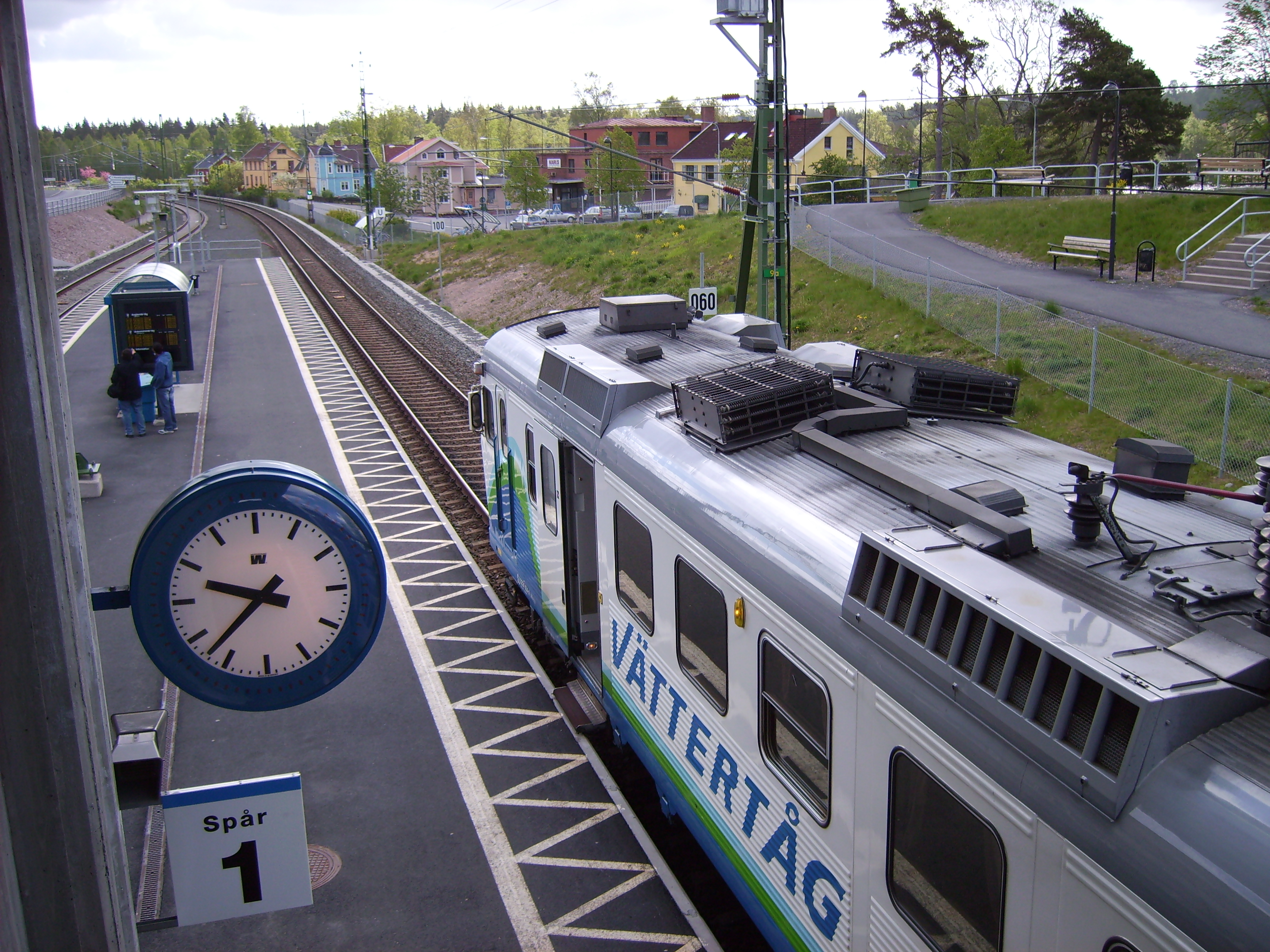
Perrong i Mullsjö med avgående Vättertåg.

Några konfigurationer av perronger. 1 är en säckplattform, medan 2, 3 och 4 är för genomfartsspår.

Perrong (av franska perron = trappa, av pierre = sten) är den upphöjda yta som passagerare väntar på eller stiger på/av ett spårfordon. Benämns även plattform och refug vid spårväg. Motsvarande för gods kallas lastkaj.

## Konfigurationer
Vid enkelspår finns det vanligen bara en perrong på ena sidan av spåret, men på enkelspårsbanor är det vanligt med två spår just vid stationer.
Vid dubbelspår kan det finnas en perrong mellan spåren (vanligast i Stockholmsregionen) eller en perrong på varje sida av dubbelspåret (vanligast i Göteborgsregionen). En perrong mellan två eller flera järnvägsspår kallas mittperrong.
Vid säckstationer har man vanligen en perrong på vardera sidan av två spår vilket bl.a. kan tillåta rundgång om det finns växlar för det.

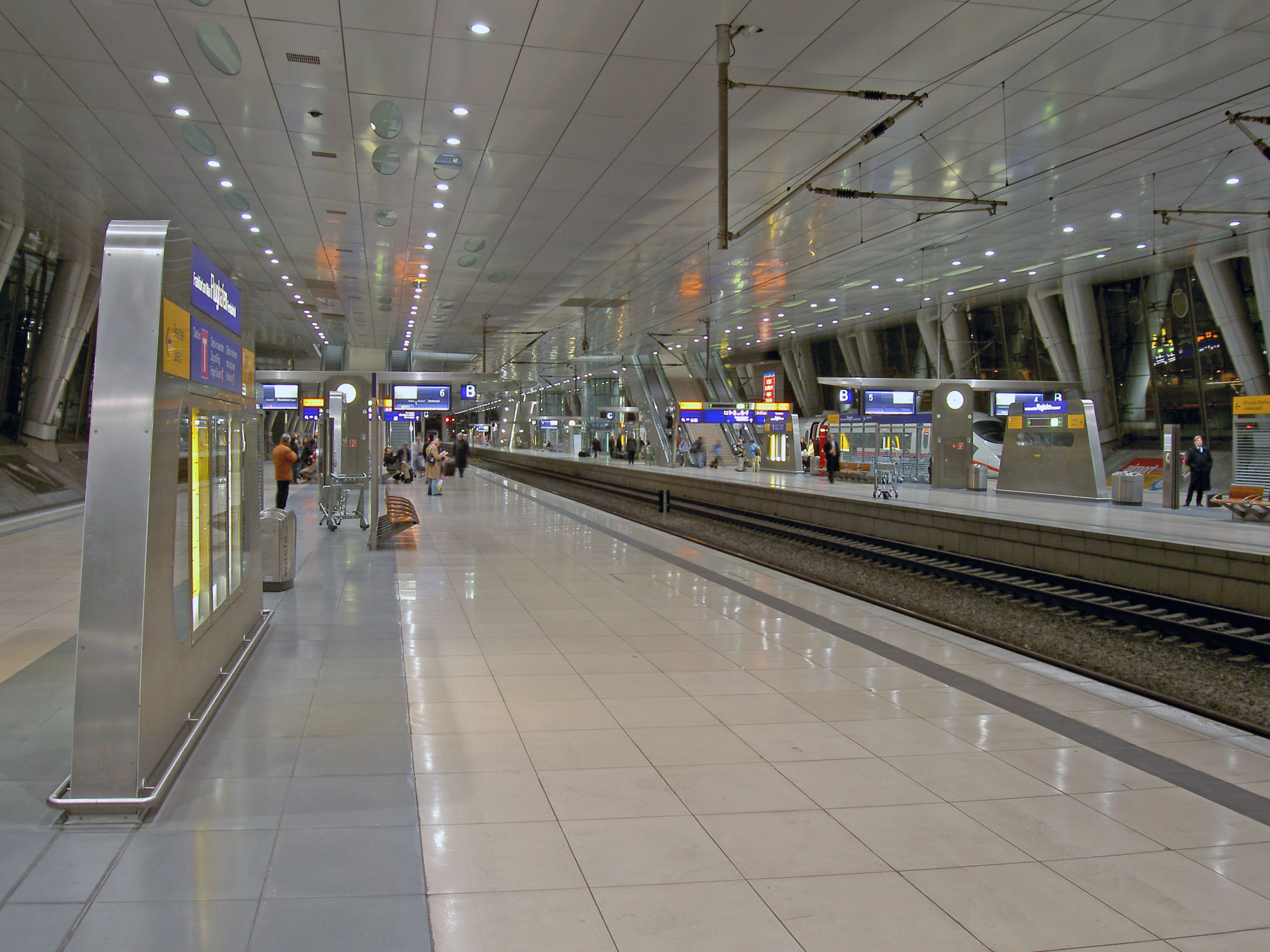
Perrong på station i Frankfurt am Main.

## Krav och lösningar

### Plattformshöjd i Sverige

grön: 550 mm,
blå: 760 mm,
turkos: 550/760 mmm

Innan införandet av EU-standarden hade Sverige tre unika plattformshöjder: låg (350 mm), mellanhög (580 mm) och hög (730 mm). Idag måste alla nya plattformar följa EU-standarden. Den låga plattformsstandarden förbjöds för nybyggnation, medan de mellanhöga och höga standarderna omdefinierades till 550 mm respektive 760 mm. När plattformar renoveras för att uppfylla tillgänglighetskrav eller på grund av förändringar i spårlayouten, justeras de till de nydefinierade höjderna. Det finns en hård övregräns för plattformshöjd vid 770 mm, eftersom den svenska dynamiska lastprofilen tillåter att tåg är bredare än vad plattformen tillåter och kan hänga ut över plattformen med upp till 200 mm på en höjd över 780 mm.
Stockholms pendeltåg är den enda kvarvarande operatören som föredrar den höga plattformsstandarden på 760 mm. Som ett resultat av detta byggs endast stationer som uteslutande används av dessa tåg till denna höjd. Plattformar som delas med andra operatörer, som Arlanda C, byggs till mellanhög höjd på 550 mm (möjligen 580 mm). Detta orsakar vissa problem, eftersom X60-tågen som används i Stockholms pendeltåg är tillverkade för steglöst inträde vid 760 mm. Av denna anledning valde alla andra pendeltågsoperatörer i Sverige att köpa tåg med steglöst inträde vid 550 mm, såsom de mycket lika X61-tågen som används av operatörer som Västtrafik och Pågatåg. Dessa operatörer, tillsammans med andra, hade tidigare plattformar på 730 mm höjd för X11-tåg, som sedan har sänkts till 550 mm. Med undantag för ett fåtal stationer som används av Stockholms pendeltåg, har Sverige i praktiken antagit plattformshöjden 550 mm som nationell standard.
Arlanda Express, som har särskild status, använder sina egna plattformar med en höjd av 1 150 mm. Eftersom dessa plattformar är avskilda från huvudlinjen tillåts de att överskrida höjdgränsen på 770 mm. Stockholms tunnelbana och Saltsjöbanan, som är separata nätverk, har plattformar på 1 125 mm medan alla andra spårvägar har mycket låga plattformar, som ofta också används av bussar som måste tillåta påstigning från platser utan plattform.

### Steglöst inträdde från perrong till tåg
Under järnvägarnas första år gjorde man perrongerna så billiga som möjligt, det vill säga mycket låga. I stället försåg man personvagnarna med trappsteg så att passagerarna kunde kliva upp till vagnsgolvens nivå. Spårvagnarnas refuger hade bara trottoarhöjd. Traditionella personvagnar har en golvhöjd på 1250mm och en låg perrong en höjd på 350mm, detta ger en höjdskillnad på nästan en meter. 
Mot slutet av 1900-talet hade pollettering av resgods upphört så att passagerarna själva fick lyfta upp tungt bagage. Vidare började krav på handikapphänsyn ställas. Dessutom kom tunnelbanor och pendeltåg där många snabbt behövde stiga på och av. Även barnvagnar blev vanligare. Detta gjorde att man ville få perrongerna i samma höjd som vagnsgolven, vilket kan lösas på två sätt:
- Höja perrongerna. Det mest logiska är att höja perrongerna så att höjden blir samma. I Kina, Japan och Taiwan valde man att bygga perronger med en höjd på 1250mm, dvs samma höjd som traditionella personvagnar, när man byggde sina höghastighetsbanor. California high speed rail ska också göra det men med en höjd på 50.5 tum (1,283 mm). Detta är en praktisk lösning när ett helt nytt och till stor del separat system byggs. Det är dock svårare när det ska göras retroaktivt. I Sverige skulle en högre perrong göra inskränkning i lastprofilen, särskilt C. Ska detta undvikas måste plattformen ligga längre från spåret men då blir rummet stort mellan tåg och plattform. Nya tåg kan byggas bredare så dessa fyller ut området men det blir fortfarande en övergångsperiod på upp emot 40 år innan alla tåg är utbytta. Tåg med lägre golvhöjd än 1250mm kan heller inte använda dessa plattformar då resenärer inte förväntar sig ett lägre golv inne i tåget och ljusförhållanden kan göra det lägre golvet mycket svårt att upptäcka. Perronger i kurvor blir också mer problematiska eftersom det är många som inte ser sig för om det är helt plant, och riskerar ramla mellan tåg och plattform (se Mind the gap). Principen har tillämpats i Sverige vid Stockholms tunnelbana, Saltsjöbanan och Arlanda Express, där alla är separata system från övriga tågnät. Dessa är något lägre än traditionella 1250mm personvagnar men har ändå steglöst inträde och ett jämnt golv i vagnen, dvs Boggin är helt under vagnens kaross.

- Sänka vagnsgolven. Att sänka golvet i tåget är ett alternativ till att höja perrongen och undviker de nämnda problemen. Däremot är det teknisk svårt att sänka golvet.Hjulhöjden måste enligt Internationella järnvägsunionen vara minst 680 mm (vid axeltrycket 14t) och eftersom det för fjädring m.m. krävs ytterligare 260 mm, blir golvhöjden 940 mm. vilket är lägre än traditionella personvagnar med höjden 1250mm men långt ifrån att ge steglöst inträdde vid 760 mm hög perrong(den högsta tillåtna i Sverige) och än mindre vid 550mm perrong(de facto standard höjd i Sverige). Alternativt kan man bara sänka golvet mellan boggierna och ha dörrarna mellan dem. Detta ger möjlighet till steglöst inträde vid både 760mm perrong  (x60) och 550mm perrong (x61). Vid spårvägar kan man ha mycket låga hjul som med sänkt vagnsgolv gör att måttligt höga refuger kan ge direkt insteg för både barnvagnar och rullstolar.

### Perronglängd

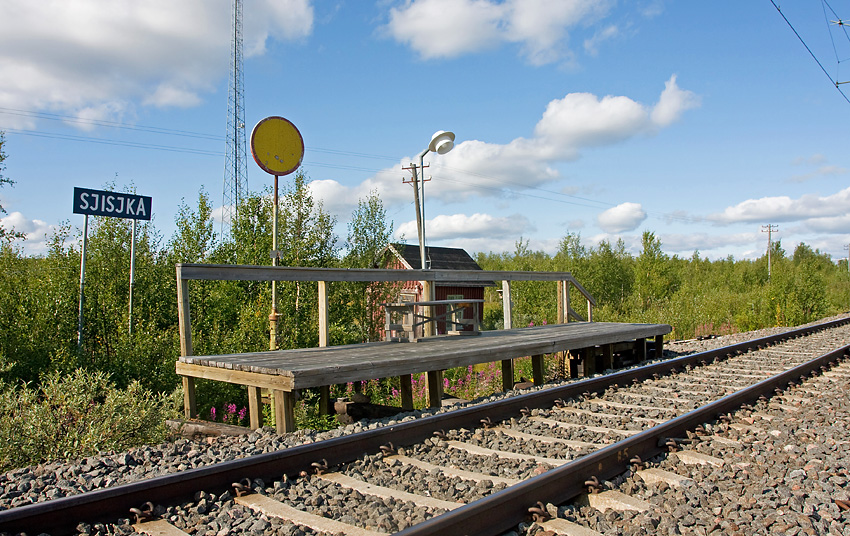
Sjisjka i Norrbottens län har en av Sveriges kortaste perronger.

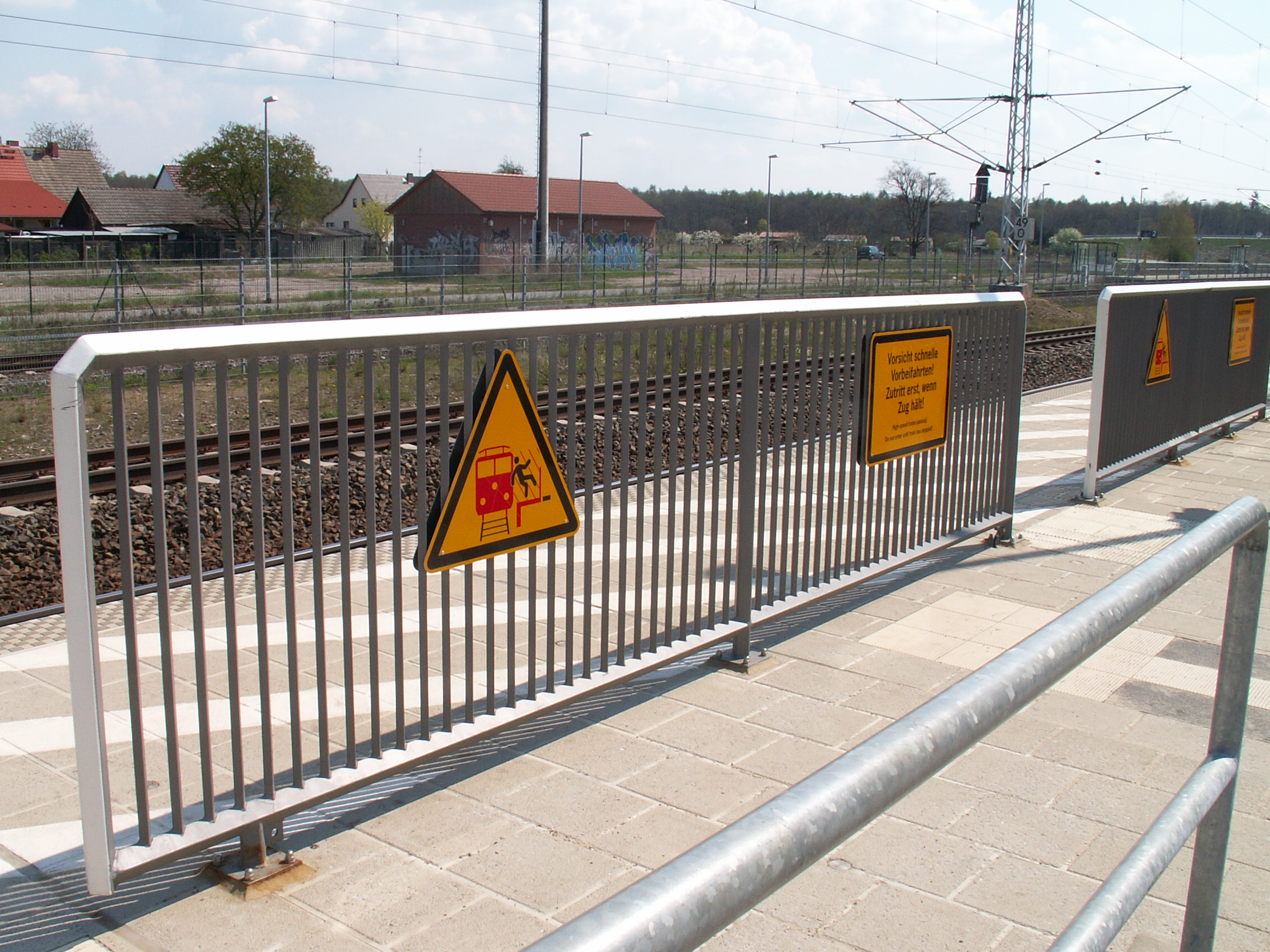
Staket vid Paulinenaues station som skyddar passagerare mot passerande tåg på höghastighetsbanan Berlin-Hamburg

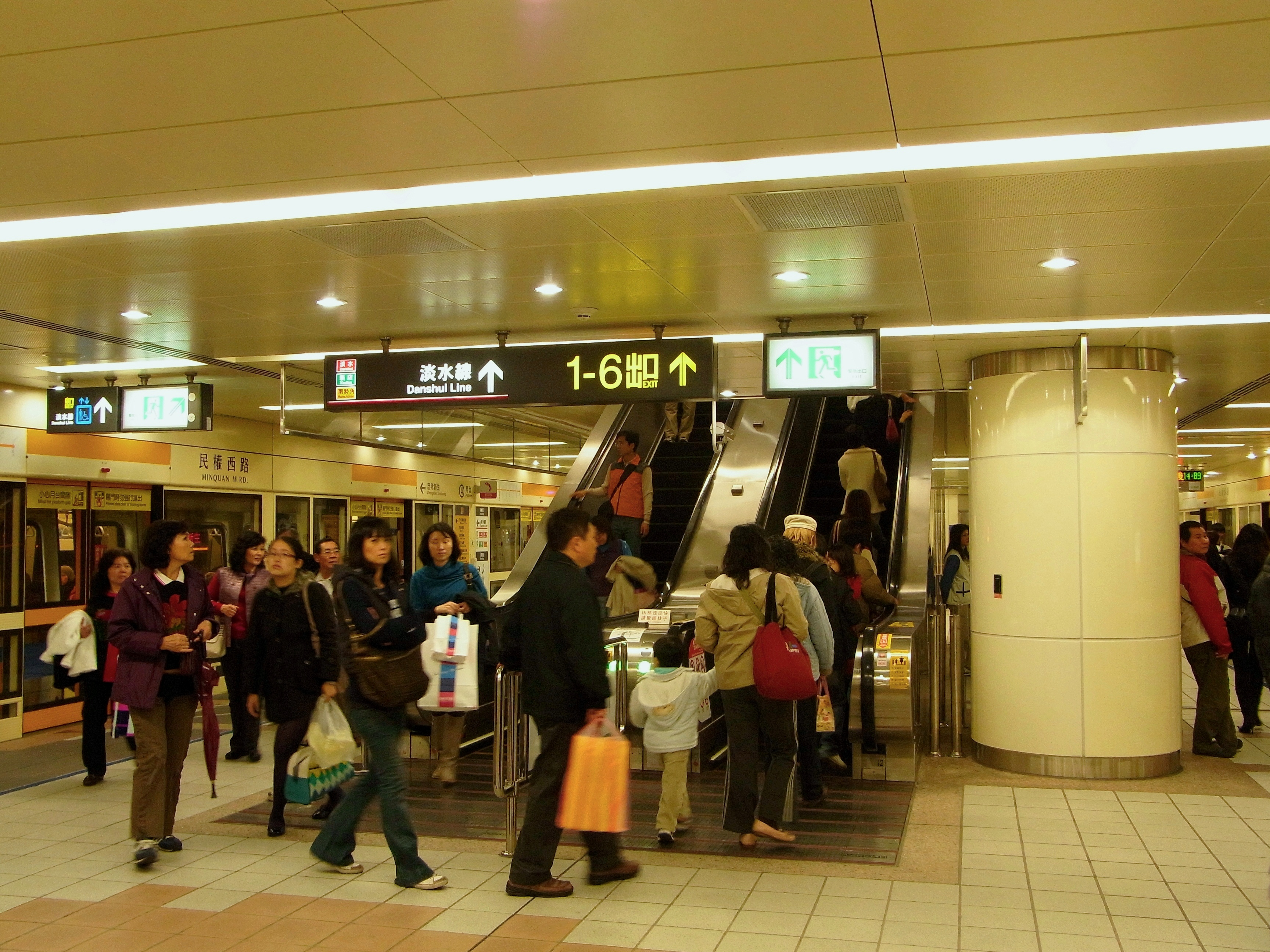
Extravägg/extradörrar mellan spår och perrong vid en tunnelbana. Detta sparar även energi i ventilations- och luftkonditioneringssystemet.
Taipeis tunnelbana, Minquan West Road tunnelbanestation.

Under större delen av 1900-talet nöjde man sig med perronger för 8-10-vagnarståg. När trafikunderlaget ökade satte man in flera tåg och fick tätare avgångar. Detsamma gällde tunnelbanorna, men där hade man ofta tagit till ordentligt när man från början byggde perrongerna, eftersom det är nästan omöjligt att förlänga underjordiska perronger. Det har dock gjorts för Medborgarplatsens station i Stockholm 1950, vilket krävde en lång stängning av stationen [källa behövs]. 
Nattågen är vanligen de längsta tågen och på sträckan Stockholm–Luleå i Sverige finns cirka 450 m långa perronger, för 17-vagnarståg. Enligt en EU-standard bör fjärrtågslinjer ha 400 m långa perronger. Perronger i Finland, Estland, Lettland, Litauen, Vitryssland, Ukraina och Ryssland kan vara minst 600 m långa (för 20-vagnarståg).
I början av 2000-talet nådde man i Sverige kapacitetstaket på vissa banor vad gäller tågtäthet (normalt 20...25 tåg/riktning, timme vid dubbelspår), till exempel Stockholm–Göteborg. Lösningen blev då att koppla ihop två X2000-sätt à 6 vagnar = 12 vagnar, som då blir 330 m långa. Sådana tåg kan bara stanna på stationer med extra långa perronger. En bieffekt är att man vid ändstationerna (där tågen ofta behöver stå längre tid) kan tillåta två tågsätt samtidigt.
På stationer nybyggda eller ombyggda under 2000-talet för pendel- och regionaltåg som utgår från de tre storstäderna har man byggt 250 meter långa perronger, med undantag.
På stationer som har för korta perronger i förhållande till tågen, kan man ändå låta passagerare stiga på och av, om det förväntas få passagerare och personalen ser till att bara öppna dörrar som är vid perrongen (t.ex. regionaltågsplattformen i Märsta).

### Säkerhet
Det finns fyra typer av säkerhetsproblem:
- Passerande tåg. Alltfler fjärrtåg stannar på få ställen och kan passera mindre stationer med hög hastighet. Vid fyrspår läggs då en eller två perronger för två av spåren, medan snabbtågen går i de två andra. Vid dubbelspår varnas de väntande på perrongen för "passerande tåg" i högtalare och på skyltar.
- Passagerare kan ramla ned på spåret. Om plattformen är hög kan det bli svårt för den som fallit ned att ta sig upp innan ett tåg kommer. På tunnelbanor löser man detta hjälpligt genom ha ett kryputrymme under perrongkanten där man kan klara sig om ett tåg kommer. För nya Citybanan i Stockholm planeras extra väggar/dörrar mellan spår och perrong där dörrarna öppnas mitt för tågets dörrar först när tåget stannar.
- Självmord. Att personer frivilligt kastar sig ned på spåret framför ett tåg, kan bara elimineras med extraväggar enligt ovan.
- Passagerare kan fastna i utrymmet mellan vagn och perrong. Om perrongen befinner sig i en kurva skapas en bred spalt mitt för en lång vagn. Problemet uppstår mest i tunnelbanor som har mindre kurvradier än tåg, och man har golv helt i samma höjd som perrongen. Det elimineras hjälpligt med varningar i högtalarna vid sådana stationer, eller hellre med rörligt fotsteg som skjuts ut.

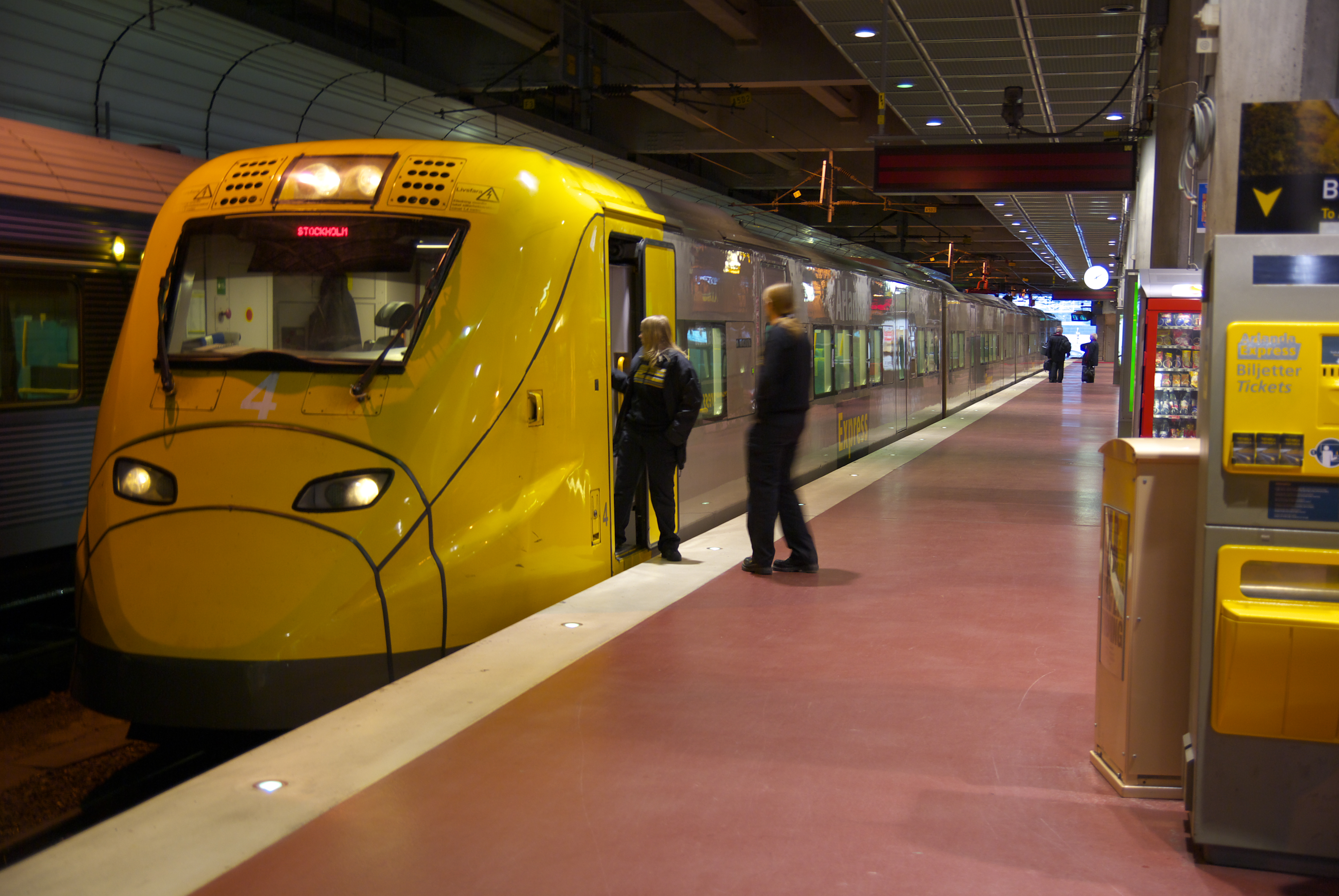
Perrongen för Arlanda Express på Stockholm C.

### Service
- Tak mot regn och snö. Sådana byggs för delar av eller hela perrongen. Ibland finns endast en kur där några kan skydda sig.
- Högtalare och skyltar som meddelar ankommande och avgående tåg. Tavlor kan sättas upp med hela tidtabeller och ibland kartor över orten eller trafiknätet.
- Terminaler för biljettköp.
- Plats för trappor/hissar till andra spår eller utgångar.
- Tillfarter för servicefordon med varor till restaurangvagnar, städutrustning m.m.
- Terminaler för säkerhetssystemet där tågpersonal kan begära tågfärdväg, bekräfta bromsprov m.m.
- Försäljning av mat, dryck, souvenirer m.m. är vanlig i vissa länder där tågen gör längre uppehåll och passagerarna tar en promenad.

## I framtiden
Många önskar att gränsöverskridande persontrafik ska öka. Detta kommer att ställa krav på standardisering av perronghöjden, perrongbredden och vagnarnas golvhöjd.
Hjulförslitningar och sättningar i marken kan ändå ge höjdskillnader mellan perrong och vagnsgolv. Man tror dock att dessa skulle kunna kompenseras om man använder luftfjädring som automatiskt kan justera höjden när tågen stannar.